# 地方債
地方債（ちほうさい、英: Municipal bond）は、地方政府が発行する公債。

## 概説
地方債の管理の方法は国際通貨基金（IMF）のTer-Minassianにより4類型に分類されている。
中央政府統制型
中央政府が毎年の借入上限を決定したり借入を許可するなど地方政府の借入に直接的な統制権限を有する。日本、イギリス、ギリシャ、アイルランドなど。
一元的市場規律型
地方政府の借入はもっぱら市場原理に従い、中央政府による制限や監督が全くなく、地方債の格付けや評価なども市場を通して決定される。カナダやフランスなど。
協調型
地方債の借入総額及び個別自治体の内訳等を中央政府と地方政府が交渉で決定する。オーストラリアやドイツなど。
ルール規制型
債務残高の上限規制や元利償還比率による新規発行の制限、借入使途の制限などのルールを設けて規制する。アメリカやスイスなど。

## 日本の地方債
日本の地方債は、都道府県、市町村などの普通地方公共団体が発行する公債である。

債務の履行が一般会計年度を越えて行われるものであり、証書借入れ、地方債証券、振替地方債の3つ方式がある。地方自治法に基づき地方財政法で規定される。なお、会計年度内において償還されるものは「一時借入金」と呼ばれ、地方債とは区別される。
- 地方財政法は、以下で条数のみ記載する。

### 概要
地方債を起こす（起債する）場合は、予算でこれを定めなければならない（地方自治法第230条）。
- 予算で定める事項
  - 地方債の起債の目的、限度額、起債の方法、利率及び償還の方法

#### 機能
- 財政上の収入と支出との年度間調整
- 住民負担の世代間の公平を確保するための調整
- 一般財源の補完
- 国の経済政策との調整

#### 国との関係
地方公共団体が地方債を起こし、又は起債の方法、利率若しくは償還の方法を変更しようとする場合は、総務大臣又は都道府県知事との「協議」が必要とされている（地方財政法5条の3）。
また財政悪化を示す指標が基準値を超えた場合には「許可」を必要とする起債制限が設けられているなど、国の一定の関与が定められている（地方財政法5条の4）。
その目的は一般には次のとおりとされる。
- 償還財源の保障（補償ではないことに注意）
- 地方財政の健全性の確保
- 資金需要の調整と資金の適正配分
- 一般財源措置との調整
- 地方債の信用力の補完

#### 残高
地方債の残高は、2006年（平成18年）度現在139兆円に達している。1990年代後半の景気刺激策により発行が増加した結果、残高は膨らみ続け、2004年（平成16年）度にピークに達した。その後わずかに減少に転じてはいるものの、なお高止まりしている。なお、地方債残高に交付税特別会計借入金残高（地方負担分、2004年度末33兆円）と公営企業債残高（普通会計負担分、同28兆円）とを合わせた201兆円を総務省では「地方財政の借入金残高」と呼んでいる。
個別自治体の地方債残高については、各自治体で公表されているほか、総務省の「決算カード」に全国統一形式で掲載されている。ただ、一時借入金は会計期末には精算（返済）されることから、決算カードには残高として記載されない。

### 発行の目的
地方公共団体の歳出の財源は、原則として地方債以外の財源とし、次の場合において、地方債をもってその財源とすることができる。（5条）
- 交通事業、ガス事業、水道事業に要する経費の財源とする場合
- 出資金及び貸付金の財源とする場合（出資又は貸付けを目的として土地又は物件を買収するために要する経費の財源とする場合を含む。）
- 地方債の借換えのために要する財源とする場合
- 災害応急事業費、災害復旧事業費、災害援助事業費の財源とする場合
- 学校その他の文教施設、保育所その他の厚生施設、消防施設、道路、河川、港湾その他の土木施設等の公共施設又は公用施設の建設事業費（公共的団体又は国若しくは地方公共団体が出資している法人で政令で定めるものが設置する公共施設の建設事業に係る負担又は助成に要する経費を含む）及び公共用若しくは公用に供する土地又はその代替地としてあらかじめ取得する土地の購入費（当該土地に関する所有権以外の権利を取得するための経費を含む。）の財源とする場合。

特別な目的の地方債
上記以外にも特例として、対象とすることができるものがある。
- 辺地対策事業債（辺地に係る公共的施設の総合的整備のための財政上の特別措置に関する法律）
- 過疎対策事業債（過疎地域自立促進特別措置法）
- 減税補てん債（33条の5）
- 臨時財政対策債（33条の5の2）
- 退職手当債（33条の5の5）
- 第三セクター等改革推進債（33条の5の7）
- 再生振替特例債（地方公共団体の財政の健全化に関する法律）

### 発行の方法
- 地方債の協議等（5条の3）

地方公共団体は、地方債を起こし、又は起債の方法、利率若しくは償還の方法を変更しようとする場合は、原則として総務大臣又は都道府県知事に協議しなければならない。
- 地方債についての関与の特例（5条の4）

地方債の元利償還金の支払を遅延している地方公共団体等は、地方債を起こし、又は起債の方法、利率若しくは償還の方法を変更しようとする場合は、総務大臣又は都道府県知事の許可を受けなければならない。
公的資金によるものと、民間等資金によるものとがある。そのうち、民間等資金による地方債の発行方法には、公募と銀行等引受とがある。

#### 起債許可
起債には総務大臣又は都道府県知事との協議が必要である。実質公債費比率が18%を超えた場合は起債発行許可団体として扱われ、早期是正措置が求められる。
| 実質公債費比率 | 起債制限                                                                                   |
| -------------- | ------------------------------------------------------------------------------------------ |
| 18%～          | 発行許可条件として「公債費負担適正化計画」の策定が求められる                               |
| 25%～35%       | 「一般単独事業」区分の起債が許可されない                                                   |
| 35%～          | 一般公共事業(災害関連事業を除く)、「教育・福祉施設等整備事業」区分に係る起債が許可されない |

#### 公募地方債
公募地方債は、広く投資家に購入を募る方法により発行される。さらに、「市場公募地方債」と「住民参加型公募地方債」とに分けられる。
- 市場公募債
  - 銀行や証券会社などの金融機関によって組織されたシンジケート団（シ団と略される）が引き受ける。発行条件は、一般に、償還期限10年の物が多く、半年ごと利払いの利付債で、利率は市場金利にほぼ連動しており、毎月発行されている。市場公募債の比率は上昇傾向にあり、格付けや利回りの差が見られる。
  - 2015年度では、47都道府県中34都道府県、および政令指定都市が発行団体となっている。

- 住民参加型公募地方債
  - 地方債の個人消化、資金調達の多様化、住民の地域参画意識の高揚を図るために2001年（平成13年）度から導入された。その趣旨から、当該自治体の住民等を対象とし、防災や福祉・教育施設など地域住民の事業への参画意識が高まるような事業に充当するのが望ましいが、発行対象及び対象事業を特に限定する必要はない。形態として、証券発行、満期一括償還を原則とし、地元金融機関がいったん引受け、その後応募者に販売されている。一般に、自治体の名称等の愛称を付すことが多い。表面利率、発行価格、期間、発行のロットなどの発行条件は一定しないが、利率は新発国債の応募者利回りに若干上乗せした利率とするものが多いが、「ふるさと」あるいは「地域」への貢献を名目に国債を下回る利率とするものも現れている（福井県の「ふくいふるさと債」など）。

#### 銀行等引受債
地方公共団体の指定金融機関等の地元金融機関を通じて資金調達するもので「銀行等引受債」と呼ばれる。銀行等の引受地方債は、証券発行の方法によるものと、証書借入の方法によるものがあるが、小規模な自治体では簡便な証書借入の方式をとることが多い。期間・償還条件等の発行条件は、一定しない。また、満期時の償還負担を分散するため、約定弁済付きとするものもある。利率は発行時の市場長期レートに準じて決定されることが多く、金利入札形式をとることが多くなっている。発行（借入）は会計年度末が近い3月から5月にかけてが多い。なお、市場にはほとんど流通しない。

### 地方債の信用力
関東大震災時の復興公債では正式な政府保証が付せられていた。

#### 暗黙の政府保証
地方債には「暗黙の政府保証」があるとされる。「暗黙の政府保証」は、3つの制度によって支えられているとされる。それは、地方債の元利償還に対する国の財源保障（地方債元利償還金の交付税措置など）、起債許可制度、地方財政再建制度である。
地方債は地方公共団体の財政が悪化した場合起債できなくなる起債制限が設けられており、また政府が償還についての財源を保証していることから、信用力の差はないとして、どの地方債も公平に取り扱うよう政府は求めている。金融機関のリスクウェイトについても、ゼロとなっている。なお、夕張市のような深刻な事態でも、金融機関へ免責を求めなかったこと、さらにはその後制定された新たな地方財政健全化法（地方公共団体の財政の健全化に関する法律）のもとでも政府が地方自治体の財政に関与していく基本線が確認されたことから、信用力は確認されたといえる。
さらに、上記のような一定の起債の制限措置があり、むやみな拡大は防止できることから、発行残高の拡大が止まらない国債よりかえって信用できるとの意見もある。
ただ、信用力の基礎となる地方自治体の会計内容の開示については、疑問も呈せられてきた。
- 連結決算となっていない

特別会計の一部を含まないこと、第三セクターや外郭団体に対する債務保証・損失補償を含まないため、いわゆる「隠れ借金」が覆い隠されているのではないかとの批判。
- 健全か破綻かの二分法となっており、「早期健全化」という概念が希薄。

夕張市のように自転車操業を繰り返した挙句、破綻を告白した事態になって初めて粉飾決算を含む深刻な財政状態が明らかになる。また、財政再建団体入りには地方自治体の申請が前提となっている。このため、「隠し続ける」ことが予想される。
こうした問題点から、2008年（平成20年）度決算から導入される地方財政健全化法の下では連結及び早期健全化の概念が盛り込まれた制度設計となっている。

#### 利回り差
信用力のバロメータともいえる地方債の利回りをみると、実際には自治体の財政状況によりわずかながら差が生じている。新規発行（新発債）の応募者利回りをみると、東京都や横浜市など、財政力のある自治体は利回りが低く、大阪府、北海道等の財政状況の芳しくない自治体は比較的高めの利回りとなっている。2006年（平成18年）春の北海道夕張市の財政破綻が明るみに出た頃には、この利回り差が拡大し、地方債の信用リスク（危険性）への投資家の関心が高まった（いわゆる「夕張ショック」）。その後夕張市同様財政破綻に陥る自治体が続出する状況にないこともあって、利回り差は縮小した。

#### 格付け
地方債を対象とした信用格付けでは、従来の「勝手格付け」（格付投資情報センター (R&I)などが実施・公表）の他に、2006年（平成18年）より市場公募団体地方債発行団体で「依頼格付け」を取得するところが増えてきている。地方債の投資家（購入先）として今後期待のかかる外国人投資家に対しては、格付け取得、特に外資系格付機関の格付けが好まれるという理由もある。こうした理由から、複数の依頼格付けを取得する場合も見られる。地方自治体も、市場において公募地方債を発行しようとする限りは、上場企業のようにインベスター・リレーションズにより市場やその背後に居る投資家との対話を図っていく必要がある。

### 地方債をめぐる動き
明治維新から当分は県以下の自治体再編に中央政府の手が回らず、行政法的に旧態依然として、財政は自助に委ねられていた。
1909年の市公債において、公債収入が歳入総額の56.4％を占めるようになった。この公債収入は前年比5.6倍であった。
1925年の地方債全体において、公債残高は歳入総額の91.0％に相当するほど累積した。
1971年から地方債と金融債の発行高が伸びた。地方債増加分の一項目に上下水道関係目的の発行があった。翌年にはオイルショックによる財政出動のため、一般補助目的の地方債発行が前年比でおよそ7倍となった。

#### 市場公募化
市場公募地方債が拡大していくに連れて、全公募団体が同一の発行条件としてきた方式には、市場原理との乖離の恐れや、公正取引の観点からも疑問が呈せられてきた。このため、2002年（平成14年）度からは東京都とその他団体との発行条件が分離され（いわゆるツーテーブル）、発行条件に差が生じることになった。2004年（平成16年）度には次いで横浜市が、さらに神奈川県、名古屋市と個別条件決定方式への移行が続いた。
2003年（平成15年）度には、東京都を除く公募団体が連帯債務方式のもと発行する「共同発行公募地方債」（共同債とも略される）の発行が27団体が参加して始まり、その後も増え、2008年（平成20年）度現在30団体に上り、道府県や政令指定都市が参加している。原則、毎月発行されており、その発行条件は地方債のベンチマークともなっている。一方、福岡県、横浜市、名古屋市といった強い経済基盤を持つ団体が離脱するなどの動きもみられる。
2006年（平成18年）には総務省が交渉から離れ、2006年8月の事務連絡を以って、個別条件決定方式に移行した。
市場公募方式を採っていないその他の県においても、2003年（平成15年）度の「地方債に関する調査研究委員会」において、「将来的に全ての都道府県及び政令指定都市が全国型公募債を発行することを視野におきつつ、人口・財政規模の点で、現在の市場公募団体に準じる資金調達能力を有すると考えられる大規模な県においては、早急に市場公募化に取り組むことが必要」とされるなど、今後も公募発行団体の増加と発行額の拡大が予想される。

#### 政府資金から民間資金へ
財政投融資改革、郵政民営化により、資金の流れが、政府資金等から民間資金への流れが強まり、2007年（平成19年）度地方債計画では民間資金の比率が6割以上を占めている。また、2007年（平成19年）度末から3か年の期限付きで、総額5兆円規模の旧資金運用部資金、簡易生命保険資金、公営企業金融公庫資金の補償金なしでの繰上げ償還が認められ、その一部は民間資金での借換債の発行が予定されるなど、公的資金から民間資金へのシフトは続いている。

#### 期間の長期化、借換債の発行
民間資金は、主として預貯金等短期から3年程度までの期間の資金を原資として引き受けることから、償還期間は10年から15年程度とするものが多いが、次第に20年、30年物まで現れている。超長期債と呼ばれるこうした資金は、円貨債なら国内の生命保険会社などが、外債ならドイツ銀行などの外資系メガバンクが最終の買い手となることが多い。
また、償還に伴う公債費の負担と社会資本の使用者の便益との平仄を合わせるため、地方債は充当した社会資本等の耐用年数に合わせて設定するのが普通であり、政府資金はその考え方に立ち従来から超長期のものも認められているが、民間資金においては引き受け側の事情によって、10年程度としている。このため、満期日に全額償還するのではなく、一部を新たな地方債の発行により、実質的に借換することがある（借換債）。本来、償還のための基金の積立を行い、借換は一部に止めるのが筋である（期間20年で10年目で借換する場合、56％を償還し、42％を借換える）が、財政逼迫により、困難となる例も出てきている。今後ますます借換債の比重が増してくるものと予想される。

#### 存在感を増す外資系金融機関
地方債が民間資金へシフトし、地方分権が進むにつれて、外資系金融機関の日本の地方債市場に対する関心が広がっていった。外資系金融機関の動きは、市場公募債の取引のみにとどまらず、自治体との直接取引などにも及んでいる。
顕著な動きとしては、フランス系のデクシア・クレディ・ローカル銀行が、2006年（平成18年）11月に日本で銀行業免許を取得して東京支店を開設し、地方自治体向けの融資を始めた。デクシアグループは、フランスの政府系金融機関が前身だが1987年に民営化し、欧州各国を中心に公共部門向けの金融業務を行っている。日本では、主に超長期債・融資を行っている。2007年（平成19年）2月に山形県の期間が20年の県債（50億円）を引き受けたのを皮切りに、大阪市、京都市、宮崎市、相模原市などにも超長期融資を行っている。
他方、アメリカで地方債保証にたずさわってきたモノライン保険会社（金融保証保険会社）の中で、Municipal Bond Investors Assurance Corporation（MBIA）が1998年（平成10年）に東京事務所を設置して進出しているが、今のところ日本での地方債保証は目立った動きはない。

## 欧米の地方債

### アメリカ合衆国
米国の地方債はMunicipal Bondと呼ばれており、起債可能団体は基礎的自治体である州（State Government）、カウンティ（County）、市（Municipality）、町（Town）のほか、公共的団体（government entities）や州が設立する地方債銀行（bond bank）・共同発行基金（State Revolving Fund）も発行している。

### フランス
フランスの地方債の起債可能団体は州（Region）、県（Departement）、市（Commune）のすべての地方団体及び広域都市共同体である。

### スウェーデン
スウェーデンでは地方債は1970年代から80年代にかけて発行には国の許可が必要とされていたが、1974年の地方自治法制定により地方自治体の自立が強められ原則として自由に地方債を発行できるようになった。

### カナダ
カナダでは州の起債権が憲法上保障されている（92条）と同時に、連邦政府と地方政府の債務は無関係という考え方が徹底されており州債の債務保証のような保護制度もない。準州については起債に制限があり総額規制がある。